# Forever Road
《Forever Road》是中国内地歌手曾轶可的首张原创专辑，于2009年12月18日正式发行，共收录10首歌曲。发行后销量突破8万张，于2010年5月22日又发行此专辑的勇敢孩子气版。

## 说明
这张专辑由“快乐女声”比赛时一直力挺曾轶可的评委高晓松担任制作人，整体曲风偏向于民谣风格，均完全由曾轶可本人作词作曲，其中《狮子座》因作曲争议联合署名。其中大部分歌曲都曾在快女比赛中演唱，此次重新编曲后放入专辑，只有《新的家》和《Forever Road》两首歌是比赛后的新创作。
2009年12月18日，《Forever Road》正式对外发行。之后专辑销量节节攀升并最终突破8万张，天娱传媒遂于2010年5月22日庆功发行《Forever Road》勇敢孩子气版。

## 曲目
1. 最天使
2. Forever Road
3. 白色秋天
4. 电车计划
5. 新的家
6. Good Night
7. 我还能孩子多久
8. 视觉系
9. 你是我最好的朋友
10. 狮子座——词：曾轶可 曲：曾轶可/ Mickey (H)
11. 勇敢一点（DEMO）（收录于勇敢孩子气版专辑）
12. 我还能孩子多久（温柔坚强版）（收录于勇敢孩子气版专辑）

## 其他
- 此专辑限量认购版加赠《狮子座》单曲CD。
- 专辑中《狮子座》拍摄有MV，另外作为曾轶可的成名曲，此歌亦获得多项金曲奖项。
- 改版专辑增加收录了两首歌曲，以及《狮子座》MV和幕后拍摄花絮。
- 《最天使》是网络游戏真爱西游的主题曲。
- 《Forever Road》是动画电影《虹猫蓝兔火凤凰》的主题曲。
- 《我还能孩子多久》的两个版本分别是电影《一只狗的大学时光》的主题曲和片尾曲。